# Welterbe in Ghana

Zum Welterbe in Ghana gehören (Stand 2018) zwei UNESCO-Welterbestätten, beides Stätten des Weltkulturerbes. Ghana hat die Welterbekonvention 1975 ratifiziert, die erste Welterbestätte wurde 1979 in die Welterbeliste aufgenommen. Die bislang letzte Welterbestätte wurde 1980 eingetragen.

## Welterbestätten
Die folgende Tabelle listet die UNESCO-Welterbestätten in Ghana in chronologischer Reihenfolge nach dem Jahr ihrer Aufnahme in die Welterbeliste (K – Kulturerbe, N – Naturerbe, K/N – gemischt, (G) – auf der Liste des gefährdeten Welterbes).
| Bild             | Bezeichnung                                                                         | Jahr | Typ | Ref. | Beschreibung |
| ---------------- | ----------------------------------------------------------------------------------- | ---- | --- | ---- | --- |
| (weitere Bilder) | Festungen und Schlösser in der Volta, Greater Accra, Zentral- und Westregion (Lage) | 1979 | K   | 34   | Von den gut 60 Festungen und Schlössern der Kolonialzeit an der Volta-Mündung und in Accra wurden 28 in das Welterbe aufgenommen, darunter Cape Coast Castle, Elmina Castle, Fort Amsterdam, Fort Batenstein, Fort Good Hope, Fort Groß Friedrichsburg, Fort Metal Cross, Fort Patience, Fort Saint Antony in Axim, Fort San Sebastian, Fort Sao Jago da Mina, Fort Vrendenburg. |
| (weitere Bilder) | Traditionelle Bauwerke der Aschanti (Lage)                                          | 1980 | K   | 35   | Die traditionellen Bauten des Volkes der Aschanti sind letzte bauliche Zeugnisse des Aschantireiches. Sie wurden aus Lehm, Stroh und Holz gebaut und sind daher anfällig für Witterungseinflüsse. 10 Bauwerke in den Dörfern Abetifi, Abirim, Akoboanbong, Asawase, Asenemaso, Bogyease, Darkwa, Jachie, Kentenkrono, Patakro, Obomeng nahe Kumasi wurden anerkannt.             |

## Tentativliste
In der Tentativliste sind die Stätten eingetragen, die für eine Nominierung zur Aufnahme in die Welterbeliste vorgesehen sind. 

### Aktuelle Welterbekandidaten
Derzeit (2016) sind sechs Stätten in der Tentativliste von Ghana eingetragen, die letzte Eintragung erfolgte 2000. Die folgende Tabelle listet die Stätten in chronologischer Reihenfolge nach dem Jahr ihrer Aufnahme in die Tentativliste.
| Bild                                       | Bezeichnung                                | Jahr | Typ | Ref. | Beschreibung                                  |
| ------------------------------------------ | ------------------------------------------ | ---- | --- | ---- | --------------------------------------------- |
| Mole-Nationalpark                          | Mole-Nationalpark (Lage)                   | 2000 | N   | 1391 |                                               |
| Tenzug-Tallensi-Siedlungen                 | Tenzug-Tallensi-Siedlungen                 | 2000 | K   | 1392 |                                               |
| Katholische Kathedrale von Navrongo        | Katholische Kathedrale von Navrongo        | 2000 | K   | 1393 | Kathedrale in der Stadt Navrongo              |
| Pfahlbausiedlungen von Nzulezu             | Pfahlbausiedlungen von Nzulezu             | 2000 | K   | 1394 |                                               |
| Handels- und Pilgerrouten in Nordwestghana | Handels- und Pilgerrouten in Nordwestghana | 2000 | K   | 1395 |                                               |
| Kakum-Nationalpark                         | Kakum-Nationalpark (Lage)                  | 2000 | N   | 1396 | einer der bekanntesten Nationalparks in Ghana |

### Ehemalige Welterbekandidaten
Diese Stätten standen früher auf der Tentativliste, wurden jedoch wieder zurückgezogen oder von der UNESCO abgelehnt. Stätten, die in anderen Einträgen auf der Tentativliste enthalten oder Bestandteile von Welterbestätten sind, werden hier nicht berücksichtigt.
| Bild                                  | Bezeichnung                           | Jahr      | Typ | Ref. | Beschreibung                                                                                                |
| ------------------------------------- | ------------------------------------- | --------- | --- | ---- | --- |
| Bia-Tawaya-Nationalpark               | Bia-Tawaya-Nationalpark (Lage)        | 1983–1983 | N   | 226  | 1983 Entscheidung vertagt                                                                                   |
| Traditionelle Moscheen von Nord-Ghana | Traditionelle Moscheen von Nord-Ghana | 1983–1983 | K   |      | 1983 Entscheidung vertagt, seit 2000 Bestandteil des Vorschlags „Handels- und Pilgerroute in Nordwestghana“ |